# 中川梨来
中川 梨来（なかがわ りら、1999年〈平成11年〉7月24日 - ）は、日本の女性アイドル。ArcJewelに所属している。Jewel☆Neige、愛乙女☆DOLLの元メンバーである。
北海道出身。2015年にArcJewelに入所する前は、北海道のローカルアイドルユニット『Jewel☆Kiss』（ジュエル・キッス）の一員として活動していた。

## 来歴

### ローカルアイドルから愛乙女☆DOLLへ
小学3年だった2008年、アクターズスタジオ北海道の生徒選抜によるローカルアイドルユニット『Jewel☆Kiss』が結成され、同グループのメンバーとしてアイドル活動を始める。2010年には「U.M.U AWARD」に出場しファイナリストまで進み、TOKYO IDOL FESTIVALにも出演する等道外でも幅広く活動。個人としてはミュージカル「ライオン・キング」北海道四季劇場公演への出演もあった。
しかし、当初8名いたメンバーが中川を含む3名に激減した結果、2015年3月14日をもってJewel☆Kissは解散。同時に中学卒業のタイミングで応募した『愛乙女☆DOLL』（以下、らぶどると略す）の新メンバーオーディションに合格しArcJewelと契約を結ぶ。同年4月4日の東京キネマ倶楽部公演に於いて、太田里織菜・佐倉みき・吉橋亜理砂と共にらぶどる第5期メンバーとしてお披露目された。

### じぇるの！からJewel☆Neigeへ
2016年12月17日に吉祥寺CLUB SEATAで行われた「Jewel Beat!! 2016 Winter〜Road to 2017 Prelude〜」に於いて、らぶどるの後輩ユニットに当たる『じぇるの！』に異動することが発表され、翌2017年1月2日、東京・台場で行われた「TOKYO IDOL PROJECT×@JAM ニューイヤープレミアムパーティー2017」に於いてじぇるの！第4期メンバーのうちの一人として初お披露目。これに伴い同月23日の恵比寿CreAto公演をもってらぶどるを卒業した。
2017年7月に最後まで残った1期生針谷早織が卒業し、同年8月に青山玲奈が加入すると、同10月5日にじぇるの！は『Jewel☆Neige』と改名。その後2018年12月25日に東京キネマ倶楽部で行われた「Arc Jewel クリスマスLIVE!〜Happy Jewelry Christmas☆2018〜」に於いてJewel☆Neigeのメジャーデビューが発表され、翌2019年4月10日にシングル「Snow Flake Remind」をキングレコードからリリース。アイドル生活11年目にして初のメジャーデビューを果たした。
2022年2月に青山玲奈がらぶどるへ異動して以降は、Jewel☆Neige改名後最古参、かつ『じぇるの！』時代から在籍する唯一のメンバーとなっていた。
2024年4月6日、Jewel☆Mare&Rougeを卒業した。

## 人物
- 愛称は「りらぴょ」[19]。但しJewel☆Kiss時代は「りらっち」と呼ばれていた[4]。
- Jewel☆Neigeでのキャッチフレーズは「みんなに笑顔の花を咲かせたい、まんまるお目々のおばかちゃん。」[19]。
- らぶどるでの担当カラーはオレンジで、加入と共に卒業した岩崎夢生から引き継いだものであった[1]。但しJewel☆Neigeの担当カラーは赤である。
- 妹が1人いる[19]。
- 2022年頃からTwitchストリーマーとしても活動し、そのゲーム配信を2023年2月からYouTubeチャンネルでアーカイブしている他、東京・銀座のTZ GAME Labsにも不定期出演している[20]。
- 好きなキャラクターはぐでたま。2018年11月17日にサンリオピューロランドで行われたArcJewelスペシャルステージでは、Jewel☆Neigeとシナモンのコラボが行われたが、肝心のぐでたまに会えなかったことを残念がっていた[21]。

## 出演

### 舞台
- ライオン・キング（2011年3月27日 – 2012年9月8日、北海道四季劇場）- ナラ役[5]
- 13月の女の子（2017年1月25日 - 2月5日、新宿村LIVE）- 湯島あかね役[22]

### イベント
- 近代麻雀水着祭（2023年4月29日、しらこばと水上公園）[注 3]